# 仙台・大館号

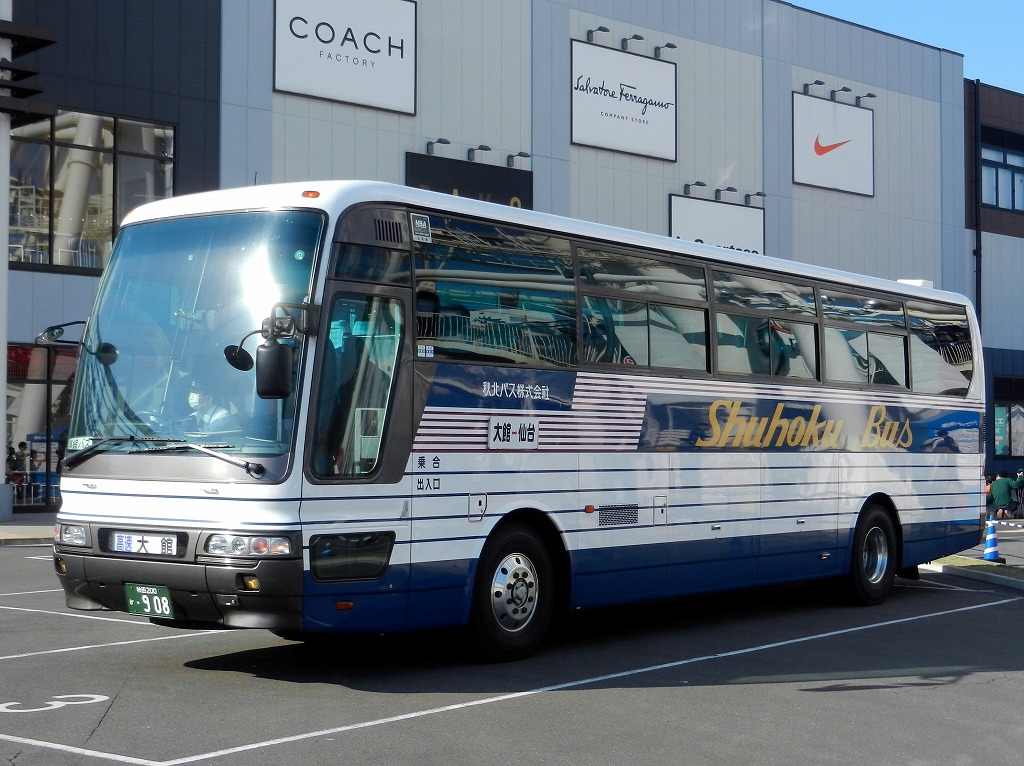
仙台・大館号（秋北バス）

仙台・大館号（せんだい・おおだてごう）は、宮城県仙台市と秋田県大館市を結ぶ、秋北バスが運行する高速バス路線である。路線名は統一されておらず秋北バスは大館・鹿角 - 仙台線、発車オ〜ライネットなどの予約には仙台・大館号と表記される。かつて運行していたJRバス東北では仙台 - 大館・鹿角と表記していた。
すべての座席が指定のため、乗車には事前の予約が必要。
2019年4月15日から平日の運休を休止し、土曜・日曜・祝日等の運行となる。

## 運行会社
- 秋北バス

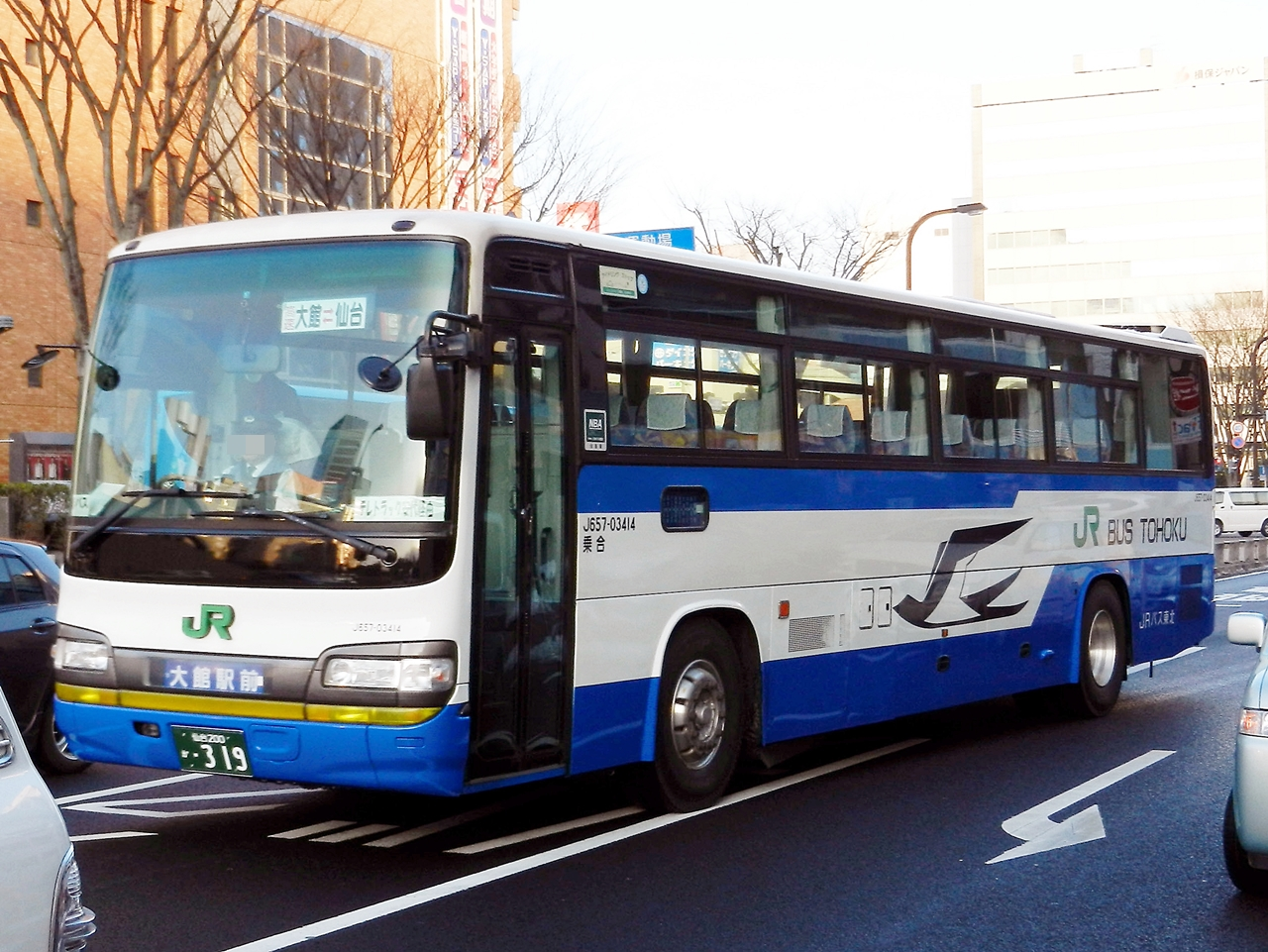
仙台・大館号（JRバス東北運行当時）

  - 車両は大館営業所所属（秋田ナンバー）、乗務員は大館営業所および花輪営業所が担当。

かつてはジェイアールバス東北も運行していたが、2013年12月19日をもって同社による運行を終了した。車両は仙台支店所属（宮城または仙台ナンバー）、乗務員は盛岡支店が担当していた。全区間ワンマン運行（大館行の滝沢PAで乗務員交代、仙台宿泊行路）であった。なお、運行終了後も仙台駅東口バス案内所での乗車券発売は継続している。

## 運行経路
凡例 ○：乗車のみ取り扱い ●：降車のみ取り扱い ↓↑：通過（経由せず） 休：休憩
| 所在地 | 所在地         | 停留所名                           | 仙台・大館号 | 仙台・大館号 | 備考       |
| 所在地 | 所在地         | 停留所名                           | 仙台 ↓ 大館  | 仙台 ↑ 大館  | 備考       |
| ------ | -------------- | ---------------------------------- | ------------ | ------------ | ---------- |
| 宮城県 | 仙台市宮城野区 | 三井アウトレットパーク 仙台港      | ○            | ●            |            |
| 宮城県 | 仙台市宮城野区 | 仙台駅東口                         | ○            | ●            | 73番のりば |
| 宮城県 | 仙台市青葉区   | 広瀬通一番町                       | ○            | ●            |            |
| 宮城県 | 仙台市青葉区   | （仙台宮城IC）                     | ↓            | ↑            |            |
| 宮城県 | 栗原市         | （志波姫PA）                       | 休           | 休           |            |
| 岩手県 | 滝沢市         | （滝沢PA）                         | 休           | 休           |            |
| 岩手県 | 八幡平市       | テレトラック安代                   | ●            | ○            |            |
| 秋田県 | 鹿角市         | （鹿角八幡平IC）                   | ↓            | ↑            |            |
| 秋田県 | 鹿角市         | 鹿角あんとらあ前                   | ●            | ○            |            |
| 秋田県 | 鹿角市         | 鹿角花輪駅前                       | ●            | ○            |            |
| 秋田県 | 鹿角市         | 高速けまない                       | ●            | ○            |            |
| 秋田県 | 大館市         | 大滝温泉                           | ●            | ○            |            |
| 秋田県 | 大館市         | 比内町入口                         | ●            | ○            |            |
| 秋田県 | 大館市         | 高速大館（鍛冶町）                 | ●            | ○            |            |
| 秋田県 | 大館市         | いとく大館ショッピングセンター北口 | ●            | ↑            |            |
| 秋田県 | 大館市         | 駅前ステーション                   | ↓            | ○            |            |
| 秋田県 | 大館市         | 大館駅前                           | ●            | ○            | 2番のりば  |
| 秋田県 | 大館市         | いとく大館ショッピングセンター北口 | -            | ○            |            |

## 運行回数
- 1日2往復（土曜・日曜・祝日等のみ運行）

## 歴史
- 1999年（平成11年）7月24日 - JRバス東北（十和田南営業所担当）・秋北バスによる1日2往復で運行開始[4]。
- 2003年（平成15年）
  - 4月1日 - JRバス東北の担当営業所を十和田南営業所から盛岡支店に変更（車両は仙台支店所属）。
  - 7月19日 - 秋北バスの担当で1往復増便し、1日3往復となる。
  - 12月20日 - 「テレトラック安代」バス停を追加。秋北バス便のみ停車。
- 2006年（平成18年）4月1日 - 「松の木」バス停への停車を廃止、「高速けまない」バス停を新設。
- 2007年（平成19年）
  - 2月1日 - 運賃を片道200円、往復400円値上げ。
  - 4月1日 - JRバス東北便の「テレトラック安代」停車開始。
- 2008年（平成20年）11月1日 - この日より「鹿角あんとらあ前」に停車。
- 2011年（平成23年）
  - 5月9日 - JRバス東北担当便が東日本大震災の影響により当分の間運休となり、秋北バスのみの運行で1日2往復となる。
  - 12月1日 - JRバス東北が運行を再開、震災前の運行体制に戻る。
- 2013年（平成25年）
  - 4月27日 - 秋北バス担当便が三井アウトレットパーク仙台港に乗り入れ開始。
  - 10月1日 - 秋北バスターミナルが廃止され、いとく大館ショッピングセンター北口にバス停が変更される[5][6]。
  - 10月10日 - みどりの窓口での乗車券の取り扱いを廃止[7]。
  - 12月19日 - この日限りでJRバス東北が運行する1往復を減便、同社による運行を終了[3]。
- 2014年（平成26年）
  - 4月1日 - 運賃改定[8]。
  - 9月1日 - 仙台市内の運行経路変更に伴い、電力ビル前バス停への停車を廃止、広瀬通一番町への停車に変更[9]。
- 2015年（平成27年）3月14日 - 大館市の「大館鍛冶町」に「高速大館」バス停を新設。また大館発はいとくSC北口が始発となる[10]。
- 2019年（平成31年）4月15日 - 運転手の人員確保が難しいため平日便を運休、土日祝日等のみの運行となる[1][2]。
- 2020年（令和2年）
  - 4月8日 - 新型コロナウイルスの影響により、この日の出発便から同年5月6日まで[11]（のち「当面の間」に期間延長[12]）運休。
  - 7月23日 - この日より運行を再開[13]。
  - 8月22日 - この日より当面の間運休[14]。

## 利用状況
| 年度               | 運行日数 | 運行便数 | 年間輸送人員 | 1日平均人員 | 1便平均人員 |
| 2002（平成14）年度 | 365      | 1,467    | 21,271       | 58.3        | 14.5        |
| 2003（平成15）年度 | 366      | 2,027    | 25,179       | 68.8        | 12.4        |
| 2004（平成16）年度 | 365      | 2,214    | 28,156       | 77.1        | 12.7        |
| 2005（平成17）年度 | 365      | 2,225    | 28,521       | 78.1        | 12.8        |
| 2006（平成18）年度 | 365      | 2,225    | 29,111       | 79.8        | 13.1        |
| 2007（平成19）年度 | 366      | 2,234    | 28,705       | 78.4        | 12.8        |